# 熊川好生
熊川 好生（くまかわ よしお、1932年7月10日 - 2002年2月15日）は、日本の政治家。浦安町長を経て、初代浦安市市長を務めた。

## 略歴・人物
千葉県東葛飾郡浦安町（現・浦安市）出身。1951年、東京都立両国高等学校卒業。浦安町役場職員を経て1969年から浦安町長（2期）、1981年の市制施行後の浦安市にて1998年9月28日まで連続8期・29年、初代市長を務めた。東京ディズニーランドの誘致を始めとした数多くの政策を打ち出した。
1998年9月28日、体調不良を理由に浦安市長を辞任した。同年11月8日の市長選挙で松崎秀樹が当選し、第2代浦安市長となった。
2002年2月15日、急性心不全のため浦安市の病院で死去。69歳没。

## 浦安町長・市長として
- 町長時代の埋め立て事業により町域が拡大、中町・新町が出来た。
- 舞浜地区に墓地公園を建設する計画が浮上したが、同時期にOLCがディズニーの「第二テーマパーク」を墓地公園予定地の近くに建設することを予定していたため、OLCは浦安市への事前相談無しに墓地公園の移転を要求したことから、熊川が激怒。地元自治体がテーマパーク受け入れを表明する「副申書」の発行も渋ったため、OLCはウォルト・ディズニー・カンパニーとの契約不履行により、多額の賠償金が発生してしまう可能性も生じる事態となり、当時OLC幹部を務めていた加賀見俊夫も頭を抱えてしまった。後に副申書は発行され、浦安市側も墓地公園の代わりに浦安市運動公園を建設することで譲歩し、2001年9月に第二テーマパークである東京ディズニーシーが無事に開園したが、1998年に熊川が浦安市長を退任し、松崎が就任するまで、浦安市とOLCの関係は険悪状態になってしまった[3]。

## 栄典
- 1994年4月 - 藍綬褒章[1]
- 2002年2月 - 正五位、勲三等瑞宝章[1]
- 2017年9月 - 浦安市名誉市民[1]